# HMS Merlin (1666)
HMS Merlin was een jacht met 8 kanonnen van de Royal Navy dat vooral bekend werd toen het gebruikt werd als provocatie voor de Derde Engels-Nederlandse Oorlog van 1672 tot 1674.

## Merlin-incident (1671)

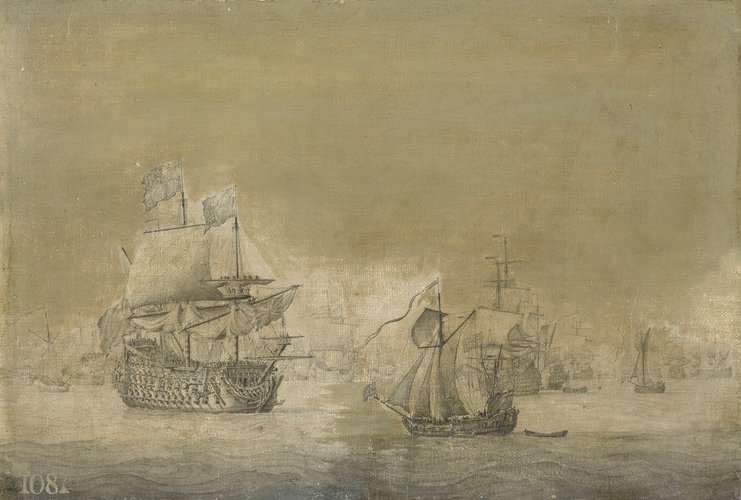
Een Engelse driedekker, waarschijnlijk Prince, die voor anker ligt, wordt genaderd door een koninklijk jacht, waarschijnlijk de Merlin. Willem van der Velde

In augustus 1671 werd het schip door Lord Arlington opgedragen om met de vrouw van de Engelse ambassadeur, Dorothy Osborne, aan boord de Nederlandse schepen te passeren die voor anker lagen bij Brielle. 
De provocatie mislukte aanvankelijk, maar op de terugweg naar Engeland, zes mijl van de Zeeuwse kust, stuitte de Merlin op Nederlandse oorlogsschepen onder bevel van de Nederlandse admiraal Van Gent, die niet salueerden. Zoals overeengekomen in een verdrag lieten de Nederlanders wel een zeil zakken bij wijze van groet, maar er werd geen schot gelost met "witte rook", een hoffelijkheid die aan oorlogsschepen werd gegeven.  De Merlin opende het vuur en loste twee schoten. Verbaasd liet Van Gent zich naar de Merlin roeien, ging aan boord van het Engelse schip om te informeren wat deze vijandige reactie had veroorzaakt. Zijn opvatting was dat een hele Nederlandse vloot niet een enkel schip - een jacht hoefde te groeten, in Nederlandse wateren. In het Verdrag van Westminster uit 1654 was bepaald dat de Nederlanders verplicht waren Engelse oorlogsschepen te groeten, maar de termen waren onzeker, aangezien uitspraken als 'oorlogsschip' of 'Engelse zeeën' ter discussie stonden.  
De Staten-Generaal wilde de zaak snel oplossen, maar gaf niet gemakkelijk toe aan Engelse eisen. Ze erkenden dat er een saluutschot moest worden gegeven aan Engelse schepen, maar de vlag zou niet worden gestreken. Bovendien, zo voerden ze aan, was de groet een kwestie van beleefdheid, geen verplichting en zeker geen erkenning van de Engelse heerschappij over de zeeën. De Engelse koning Karel II was woedend. Bij zijn terugkeer in Engeland werd de kapitein van de Merlin in de Tower gegooid 'omdat hij weigerde zijn plicht te doen jegens de Nederlandse krijgslieden die weigerden de vlag van de koning te eren'.

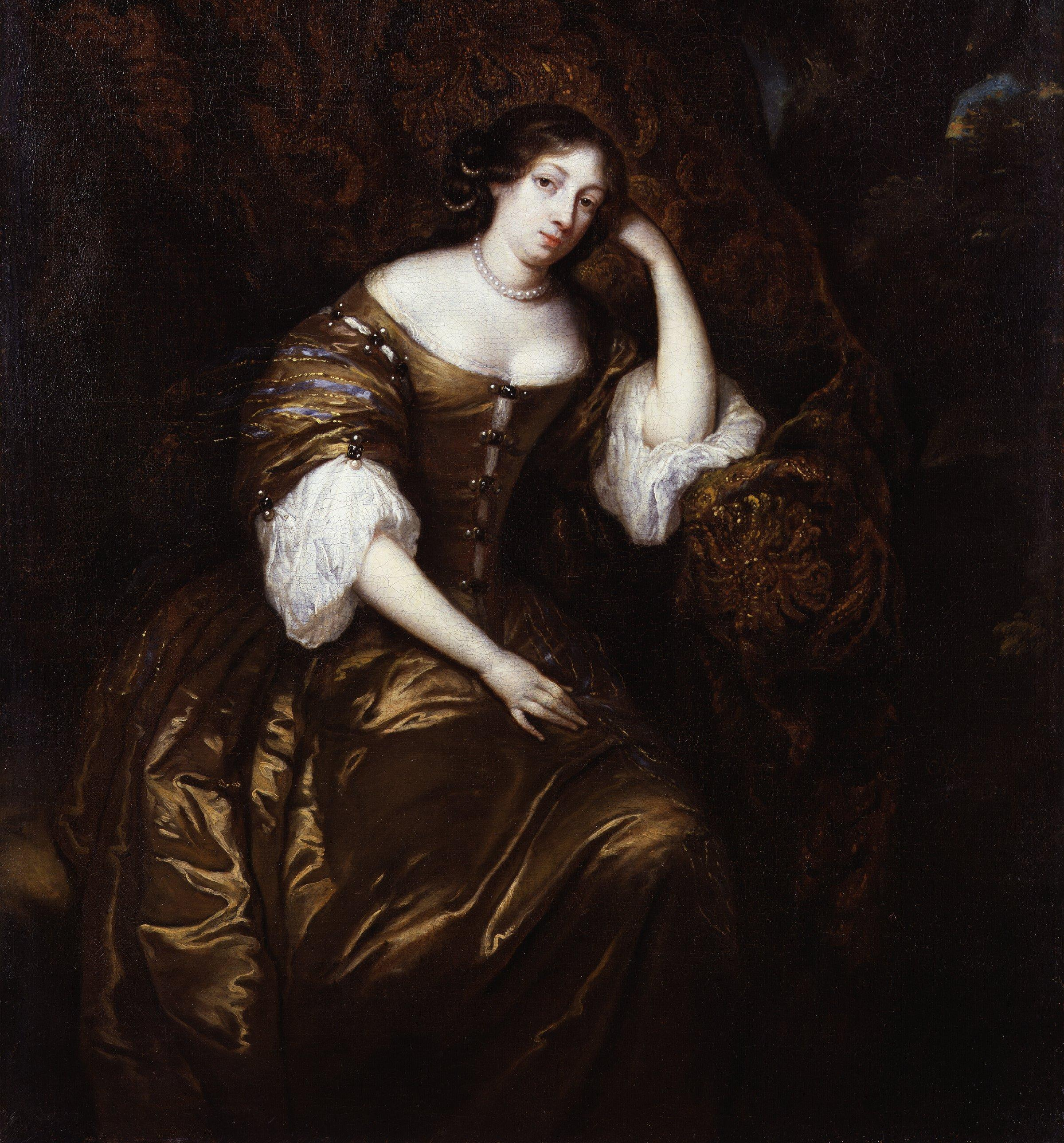
Dorothy Osborne

Sir George Downing, de Engelse ambassadeur in Den Haag, kreeg de opdracht om te eisen dat degenen die verantwoordelijk waren voor deze 'belediging' zwaar gestraft zouden worden, wat de Staten-Generaal weigerden.  Bedoeld om de publieke steun voor de oorlog te vergroten, was het zo duidelijk 'bedacht' dat het het tegenovergestelde effect had.

## Cartografie (1681-1693)
Tussen 1681 en 1693 was de Merlin onder bevel van kapitein Greenville Collins om een uitgebreid overzicht van de Britse kustlijn te voltooien, dat in 1693 werd gepubliceerd als Great Britain's Coasting Pilot; dit maakte het het eerste Britse oorlogsschip dat zich toelegde op maritiem onderzoekswerk. Gedeeltelijk gebaseerd op Nederlandse kaarten waarbij enkele fouten werden gerepliceerd, waren de kaarten niettemin een enorme vooruitgang en "geven Collins het recht niet alleen bij de vroegste, maar ook bij de beste Engelse hydrografen te behoren."

## bronnen
- Boxer, C. R. (1969). Some Second Thoughts on the Third Anglo-Dutch War, 1672–1674. Trans. R. Hist. Soc. 19.
- Collins, Greenville (1693). Great Britain's Coasting Pilot. Freeman Collins, sold by Richard Mount, London.
- Fulton, Thomas Wemyss (1769). The Sovereignty of the Sea. William Blackwood.
- Rowen, Henry Herbert (1978). John de Witt, Grand Pensionary of Holland, 1625-1672, 2015. Princeton University Press. ISBN 978-0691600437.
- Troost, Wouter (2005). William III the Stadholder-king: A Political Biography. Routledge. ISBN 978-0754650713.